# Les Brouzils

Les Brouzils este o comună în departamentul Vendée, Franța. În 2009 avea o populație de 2,578 de locuitori.